# Daphne de Jong
Daphne de Jong (1990) is een Nederlands ruimtevaartingenieur en commerciële piloot.
In 2018 werd ze vermeld als Forbes' 30 onder de 30 in consumententechnologie. Ze werkte aan de eerste levering aan klanten van Amazon Prime Air in het Verenigd Koninkrijk. In 2019 beklom ze de Mount Everest. Ze is bestuurslid bij United Nations Women in San Francisco.

## Onderwijs
De Jong studeerde af aan de Cranfield University met een master in ruimtevaarttechniek en aan International Space University met een master in ruimtetechnologieën. 

## Carrière
Daphne de Jong werkte voor Waymo en Rivian aan geavanceerde autonome voertuigen. Eerder werkte ze ook voor SpaceX. Bij Amazon Prime Air heeft ze bijgedragen aan het bezorgen van Amazon-pakketten aan hun klanten door autonome drones. Ze bracht ook tijd door bij NASA aan het Ames Research Center, rond het optimaliseren van vluchtnetwerken.

## Persoonlijke leven
De Jong is toegewijd om mee te werken met zeer getalenteerde mensen om technologieën te ontwikkelen die het leven van mensen zullen transformeren zoals ze beschreef in haar TED-talk en meerdere interviews.